# Внешнеполитическая доктрина
Внешнеполитическая доктрина, Внешнеполитическая программа — доктрина (программа) принятая в том или ином государстве или союзе государств, система взглядов на цели, задачи и характер внешнеполитической деятельности, а также на способы её реализации и обеспечения.
Во внешнеполитических доктринах (программах) выделяются те главные вопросы, на которые в данный момент делается основной акцент в международных делах соответствующим государством или союзе государств.
Внешнеполитические доктрины (программы) призваны определять принципы действия того или иного государства или союза государств в международных делах. Они обычно связаны с военными доктринами или военно-политическими доктринами.

## Примеры
К таким программам (доктринам) относятся:
- Доктрина Монро;
- Доктрина фашизма;
- Доктрина Трумэна;
- Доктрина Рейгана;
- и многие другие.